# Пистолет-пулемёт Токарева (1927)
Пистолет-пулемёт Токарева, оригинальное название — лёгкий карабин Токарева — созданный в 1927 году экспериментальный образец автоматического оружия под доработанный револьверный патрон Нагана, первый из разработанных в СССР пистолетов-пулемётов. На вооружение принят не был, выпущен небольшой опытной партией, ограниченно применялся в Великой Отечественной войне.

## История создания
Создан Ф. В. Токаревым под слегка доработанный 7,62-мм револьверный патрон системы Нагана, поскольку в то время пистолетные патроны в СССР не производились (в царской армии, от которой к РККА перешла система стрелкового вооружения, штатных пистолетов не было). Патрон Нагана был непригоден для использования в автоматическом оружии, поэтому патроны для опытных пистолетов-пулемётов дорабатывали: обжимали дульце гильзы на конус, чтобы облегчить подачу в патронник.
Проведённые испытания показали недостаточную надёжность оружия, и большинство задержек происходило как раз из-за утыкания патрона передней частью в казённый срез ствола, а также заклинивания закраин патронов в магазине или застревания в патроннике гильз с развороченной вальцовкой. В итоге на вооружение данный пистолет-пулемёт принят не был, хотя и отмечались некоторые его преимущества по сравнению с иностранными образцами.
В дальнейшем работы по созданию пистолетов-пулемётов, как под револьверный, так и под пистолетный патрон (7,63×25 мм Маузер, принятый в СССР в начале 1930-х годов как 7,62×25 мм) были продолжены. Адаптация ПП Токарева под пистолетный 7,62-мм патрон Маузера-Токарева предпринималась, но оказалась неудачной.
На базе пистолета-пулемёта Токарев изготовил также самозарядный карабин, отличавшийся более длинным стволом, изменённой мушкой и секторным диоптрическим прицелом на 800 м.

## Особенности конструкции
Оружие имело целый ряд особенностей, нехарактерных не только для образцов того времени, но и даже для более поздних отечественных разработок.
Так, секторный магазин имел несколько отверстий с соответствующими метками для контроля расхода патронов, а также — удобную деревянную накладку с выемками для пальцев, позволявшую удерживать оружие при стрельбе за магазин; для сравнения, на более поздних советских ПП такой накладки не было, и удерживать их за магазин категорически воспрещалось во избежание расшатывания его крепления, что часто нарушалось в бою. Металлические детали оружия были практически полностью закрыты деревом, что должно было повысить удобство обращения с оружием, особенно зимой (существовали также иные варианты оружия — с вертикальной пистолетной рукоятью вместо винтовочного приклада с шейкой и закрытым перфорированным кожухом стволом). Второй снаряжённый магазин мог храниться в специальной полости внутри приклада. Селекция огня осуществлялась при помощи двух спусковых крючков — задний служил для ведения одиночного, а передний — для непрерывного огня. Оружие имело курковый УСМ, стрельба осуществлялась с закрытого затвора. Имелся даже механизм затворной задержки, оставлявшей затвор открытым после отстрела последнего патрона в магазине — редкость в этом классе оружия даже в наше время. Пистолет-пулемёт имел прицел с постоянным открытым целиком на 50 м и двумя откидными диоптрического типа на 100 и 200 м. Более поздние советские ПП довоенного периода имели, как и мировые аналоги, сложные секторные прицелы, насеченные до 500 м, но в годы войны быстро вернулись к более простому и рациональному для оружия этого класса двухпозиционному перекидному целику, хотя и открытого типа вместо диоптра.
Практически все детали оружия изготавливались на металлорежущих станках. Наряду с этим, существовал и вариант с более технологичной в производстве ствольной коробкой из трубчатой заготовки, переходящей в перфорированный кожух ствола. Число заводских деталей — 81.

## Выпуск и боевое применение
Хотя ПП Токарева и не был официально принят на вооружение, было выпущено значительное количество экземпляров этого оружия, — по разным данным, от 300 до 600, то есть вполне сравнимо с масштабом выпуска ППД на начальном этапе освоения в производстве; также было выпущено довольно большое количество патронов к нему. Часть из пистолетов-пулемётов попала в войска. Известны даже случаи их применения в годы Великой Отечественной войны (в январе 1942 года на Калининском фронте).